# Никитино (Сурский район)
Никитино — село в Сурском районе Ульяновской области, административный центр Никитинского сельского поселения. Расположено в 120 км к северо-западу от Ульяновска, на реке Барыш.

## История
В средние века данная территория была часть обширного «Дикого поля». Непроходимая тайга тянулась на сотни километров. Но людей привлекали эти места всегда. Об этом свидетельствует, например, найденный в селе Никитино клад золотоордынских монет XIII века. Это доказывает, что уже в XIII веке здесь жили люди. А места были действительно дивные: обилие лесов, которые давали стройматериалы, пищу, пушнину; река Барыш — судоходная и богатая рыбой; река Чечора — тогда еще родниковая; земля, недостаточно плодородная, но дающая неплохой урожай.
Время возникновения села Никитино приходится на вторую половину XVII века — тогда, в результате побед царя Ивана IV Грозного над Казанью начинается колонизация края русскими людьми. Из центральной России стали появляться в здешних местах беглые крестьяне, которые дали жизнь с. Никитино и близлежащим селам. Земля в с. Никитино принадлежала графу, помещику Гурьеву.
Происхождение названия села не вызывает сомнения, что оно истинно русское. Возможно, что село названо по имени своего основателя-вожака. Это был главарь ватаги беглых крестьян, которого звали Никита. В этом случае и приложено выражение «Никиткино сельцо». Назнание могло быть дано и по имени первого владельца села.
В годы Крестьянской войны 1670-1671 гг. под руководством Степана Разина, никитинские мужики не остались в стороне от активных действий.
Не обошли стороной село и события Крестьянской войны (1773—1775) под руководством Емельяна Пугачёва.
В 1780 году при создании Симбирского наместничества, село Никитино из Алатырского уезда вошло в состав Котяковского уезда. с 1796 года — в Карсунском уезде Симбирской губернии,
В конце XVIII века Никитино вместе с землями было пожаловано сенатору Дмитрию Александровичу Гурьеву, удостоенному в 1819 году графского титула. Вельможный граф в Никитино не приезжал, а вот его жена — графиня Параскева Николаевна (урождённая Салтыкова), посещала пожалованную вотчину несколько раз.
В 1820 году помещицей графиней Параскевой Николаевной Гурьевой была построена каменная Церковь Михаила Архангела с одним престолом в нём — во имя Архистратига Божия Михаила.
В 1820-е годы крепостные крестьяне ряда сел и деревень Алатырского уезда высказывают недовольство своим тяжелым положением. Так, в 1824 году в селе Никитино произошли волнения: крестьяне отказались платить оброк местным помещикам. Недовольные крестьяне собрались в отряды, но были разогнаны при помощи военной силы.
В 1859 году с. Никитино входило в Карсунский уезд Симбирской губернии, в котором было церковь и суконная фабрика.
Второй, тёплый храм, деревянный, построен прихожанами в 1895 году; престол в нем во имя Святителя и Чудотворца Николая.
К традиционным занятиям местного населения относились: Хлебопашество (сеяли рожь, гречиху, овес, лён, коноплю); Производство предметов одежды (валка зимней обуви (валенок), производство фетровых шляп); Плотничество; Бурлаки.
Село было большим, насчитывало 700 дворов, 7 улиц.
18 человек стали жертвами репрессий. С Великой Отечественной войны (1941—1945) не вернулось 177 жителей сёл Никитино и Александровка.

## Население
| Год  | Число дворов | Число жителей | Примечания                                |
| ---- | ------------ | ------------- | ----------------------------------------- |
| 1780 |              | 1191          | Ревизских душ                             |
| 1859 | 151          | 1294          | Церковь православная 1. Суконная фабрика. |
| 1900 | 163          | 1474          | 650 м. и 824 ж.;                          |
| 2010 |              | 407           |                                           |

## Торговля
В селе действуют три магазина:
- ЧП Буруяну
- Магазин Сурского РайПО
- Магазин КФХ «Вера»

## Транспортная доступность
Никитино находится в 18 км от федеральной трассы 1Р178 «Саранск — Сурское — Ульяновск».
Расстояние от Никитино до городов:
- Ульяновск — 100 км;
- Саранск — 150 км.

## Образование
Начальная школа была открыта во второй половине 60-х годов XIX века при помощи Симбирского просветителя И. Н. Ульянова.
Изначально школа находилась в деревянном здании, неподалёку от церкви (не сохранилось), в конце 1980-х в селе было построено новое двухэтажное кирпичное здание школы.
В селе функционировала до 2010 года начальная школа, до 2006 — средняя.

## Стационарная связь
Стационарная связь представлена ОАО «Волгателеком».

## Достопримечательности

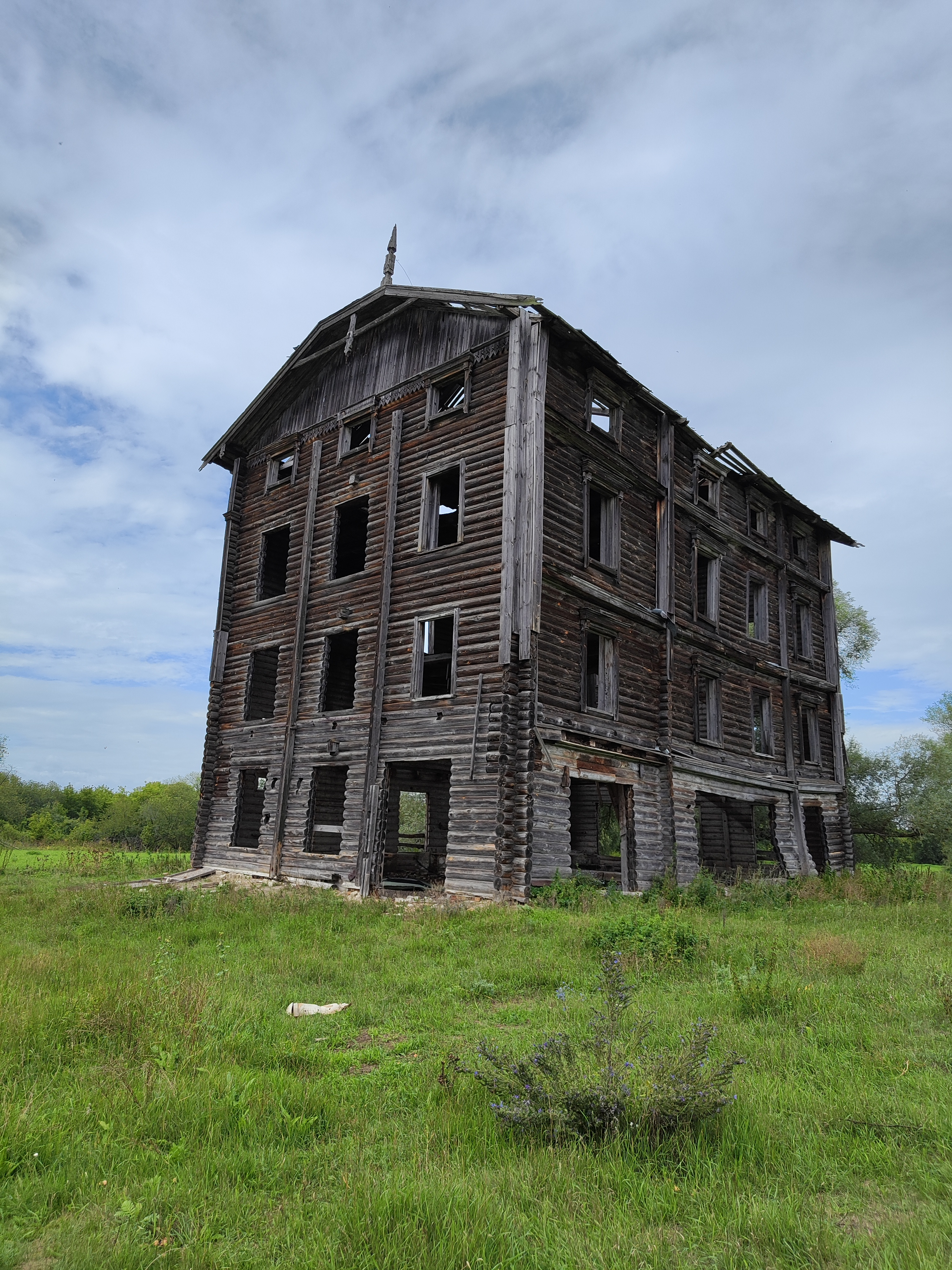
Здание водяной мукомольной мельницы.

- Здание водяной мукомольной мельницы.Памятник погибшим в Великой Отечественной войне[6];
- Памятник В. И. Ульянову (Ленину);
- В селе имелось две церкви — каменная Церковь XIX в; «Церковь Михаила Архангела», построена в 1820 г. и сохранившаяся до наших дней[7][8][9][10][11][12][13][14][15] и деревянная или «зимняя» — Миколы, находившаяся рядом с каменной (сгорела)[16][17].
- Также было несколько мельниц: две «ветрянки» — мельницы Белотелова и Жаворонкова; паровая мельница Панфилова; водяная мельница барина Фирсова (сохранилась до наших дней). Две торговые лавки купца Комарова и купца Агафонова обеспечивали товаром все село. Водяная мельница купца Фирсова.

В нынешнем СДК находилась сапожная артель.

## Известные жители
- Жена графа Д. А. Гурьева, имя которого носит знаменитая Гурьевская каша, — графиня Параскева Николаевна.
- В селе родился митрополит Серафим (Александров) (1867—1937).